# Metuljaste mušice
Metuljaste mušice (znanstveno ime Psychodidae) so družina dvokrilcev, ki jo natančneje uvrščamo med mušice in združuje približno 500 znanih vrst, razširjenih po vsem svetu.
Predstavniki so majhni, prepoznavni predvsem po dlakasti obrobi kril, ki jih med počivanjem držijo strehasto zložena nad telesom in spominjajo na metuljčke.
Ličinke uspevajo v vlažnih okoljih, zato jih največkrat najdemo v bližini vodnih teles in v gozdovih, z izjemo predstavnikov poddružine Phlebotominae, ki poseljujejo puščavske predele. Običajno so nočno aktivne in podnevi počivajo na osenčenih mestih. Predstavniki večine vrst se kot odrasli ne prehranjujejo, pri nekaterih pa samice sesajo kri in so medicinsko pomembni kot prenašalci raznih parazitskih okužb, od katerih je pomembna denimo lišmanioza. Širše znana je tudi kopalniška metuljasta mušica, katere ličinke se prehranjujejo z mikroorganizmi v kanalizaciji. Od 1990. let je ta prvotno (sub)tropska vrsta prisotna tudi v Evropi in čeprav ne sesa krvi, lahko zaradi zadrževanja v bližini fekalij v človekovih prebivališčih predstavlja higienski problem (predvsem v bolnišničnem okolju), ko prenaša škodljive bakterije na površini telesa.